# Aquapark de Cerceda
Aquapark de Cerceda es un parque acuático situado en el municipio de Cerceda, en la provincia de La Coruña de Galicia en España. Se trataba del único en Galicia hasta la puesta en marcha del Parque Acuático de Monterrei (en el concello de Pereiro de Aguiar) en el año 2024, y su temporada de apertura va desde principios de junio a principios de septiembre.
Se puede acceder por carretera o por tren con una conexión diaria tanto para la ida como para la vuelta desde La Coruña así como desde Santiago de Compostela (La Coruña).
Fue inaugurado en el año 2000 por el alcalde José García Liñares, el cual fue también el que aceptó el proyecto de construcción.

## Instalaciones
El aquapark cuenta con una piscina de natación, piscina con géiser, piscina con olas, jacuzzi, acuatubo cerrado y acuatubo abierto, tobogán “kamikaze” de 54 metros de recorrido, tobogán de flotador individual, tobogán con flotador por parejas y tobogán multipistas.
El parque incluye zonas infantiles con toboganes de corto recorrido, piscina sencilla y otra de toboganes para niños pequeños. Además cuenta con cafetería, tienda, punto de información, parque infantil de arena y mirador.

## Festivales
El 1 y 2 de julio de 2011 se celebró el festival Fresh Weekend de música electrónica, con las actuaciones de Óscar Mulero el viernes y el italiano Marco Carola el sábado.
Para 2012 se tenía previsto el 6 y 7 de julio, pero finalmente fue cancelado.